# Поділ (Тернопіль)
«Поділ» — історична місцевість у нинішньому середмісті Тернополя.

## Історія
Старовинний Поділ — південно-західна низинна частина старого міста, що прилягала до надсеретянських боліт (нині тут гідропарк «Топільче»), тягнулася долом на південь від Надставної церкви. Річка Серет робила тут коліно і підходила майже впритул (нині русло річки змінене). А далі лежали луки, відомі під назвою Бакаїха.
Спочатку низинна частина міста ділилася на Поділ-І і Поділ-ІІ. Згодом утворилися вулиці Подільська Нижча і Подільська Вища, які тягнулися майже паралельно. Починалися вони коло церкви від Львівської дороги і доходили до торговиці збіжжям (район сучасної площі Героїв Євромайдану). Завершувала Поділ вулиця Доли, яка пролягала відразу ж за Торговицею. Подільська Вища у час післявоєнної відбудови міста зникла, а про Подільську Нижчу нагадує тепер вулиця Старий Поділ.
Поділ заселяли люди різних національностей і занять — переважно ремісники, поденні робітники і міщани-хлібороби. В описі міста, складеному комісаріатом поліції міста Тернополя наприкінці 1920-х років, у четвертій дільниці міста (Поділ і прилеглі вулиці) проживало близько 80 % євреїв — торговців птицею, кіньми, прядивом та іншими товарами.
На Подолі жило також чимало євреїв, тому саме тут була старовинна синагога оборонного типу. До синагоги прилягали вулиці Бабада і Старошкільна. Ще одна вулиця носила ім'я єврейського філантропа барона Моріца Гірша. Крім них у 1920—1930-х роках на Подолі були також вулиці Багата, Коротка, Лінде, Медова, Вузька, Жидівська, Чацького, Гусяча, Крива, Львівська-Гребля, Зацерковна і Срібна, а також торговиці худобою та збіжжям. Значна частина з них — невеликі вулички, що зникли з карти міста після Другої світової війни. У районі Медової, Вузької, Зацерковної жили в основному ремісники-християни, серед яких було чимало бондарів, що обслуговували пасічників та медоситні.